# Diphyes dispar
Diphyes dispar är en nässeldjursart som beskrevs av Adelbert von Chamisso och Karl Wilhelm Eysenhardt 1821. Diphyes dispar ingår i släktet Diphyes och familjen Diphyidae. Inga underarter finns listade i Catalogue of Life.